# Accademia dei Concordi
L'Accademia dei Concordi è un istituto culturale di Rovigo istituito intorno al 1580 a partire dal progetto ideato dal conte Gaspare Campo (Rovigo, 1557 - 21 febbraio 1629), grande appassionato di scienza, lettere e arti. L'accademia nacque con l'intento di riunire letterati e studiosi locali per discutere di letteratura, musica e arte. Sostituiva le precedenti accademie sorte in città: quella degli Addormentati, sciolta nel 1562 perché sospettata di eresia e di cui diversi membri furono processati; quella degli Umili, che aveva carattere religioso; infine, quella dei Cavalieri, formata soltanto da nobili.
Nel 1739 lo statuto venne ufficialmente approvato dalla Repubblica di Venezia. Sin dalla sua nascita l'Accademia ha rappresentato il punto centrale della cultura rodigina, fungendo da polo d'attrazione per i letterati, i musicisti, i filosofi e gli studiosi. Il nome Concordes vuole sottolineare la concordia che accomuna i soci dell'accademia e lo spirito collaborativo che ne distingue le attività.

## Edificio
L'edificio che oggi ospita l'Accademia venne realizzato su progetto dell'architetto Sante Baseggio (Rovigo, 1794 - 1861) nel 1814.

## Storia

### Nascita dell'Accademia
L’Accademia dei Concordi si è sviluppata all’interno del territorio rodigino in un periodo storico caratterizzato dal rifiorire in Italia degli studi sull’antichità classica e da un rinnovato interesse per il gusto e la curiosità del sapere. La sua nascita è stata datata attorno alla seconda metà del Cinquecento e si deve al conte Gaspare Campo, del quale non si hanno moltissime informazioni. Tutto ciò che si sa è che faceva parte di una nobile famiglia originaria di Castel San Felice, nel modenese e che per due volte fece parte del Magnifico Consiglio cittadino. Egli era dotato di una spiccata intelligenza e era solito trascorrere le sue giornate come un vero mecenate attorniato da amici e amanti delle lettere e delle arti. Molto probabilmente proprio durante una di queste piacevoli giornate Campo decise di dar vita ad un’accademia attraverso la quale diffondere arte e cultura. All'Accademia venne dato originariamente il nome "Concordiana" e nonostante essa si sia sviluppata senza pretese in breve tempo le sue attività letterarie e culturali richiamarono addirittura l'attenzione del Senato veneto e di uomini celebri anche stranieri. Inoltre diventò un importante punto di ritrovo per giovani studiosi. L'Accademia è situata all'interno della principale piazza di Rovigo: Piazza Vittorio Emanuele ma agli albori essa era ubicata all'interno della dimora dei nobili Campo all'interno di una sala molto spaziosa dove era possibile consultare una fornita biblioteca. Quando Gaspare Campo morì il 21 febbraio del 1629 (72 anni) affidò la cura dell'Accademia a lui tanto cara al primogenito Alessandro il quale portò avanti l'opera del padre con la stessa passione e l'11 settembre 1648 riuscì a far approvare uno statuto che da una parte tutelava l'Accademia e dall'altra disciplinava meglio le attività che venivano svolte al suo interno. 

### Nel Settecento
Rovigo nel Settecento conobbe un periodo di relativa pace, tuttavia nonostante questo clima favorevole l'Accademia nella prima metà del secolo risultò in uno stato di dormienza e non svolse un’intensa attività culturale. Una delle principali cause dovuta a tale stato era legata alla grande difficoltà nell'aprirsi al mondo esterno, i suoi soci erano arroccati sul trattare argomenti che ormai avevano esaurito la loro analisi, infatti i temi e i problemi erano molto simili a quelli sviluppati già per tutto il Seicento. La spinta al cambiamento venne sollecitata sia dalla presenza di numerose famiglie dogali ma anche dalla diffusione del movimento dell'Illuminismo che modificò radicalmente l'idea di sapere e di ragione vigente fino a quel momento. Nonostante queste spinte al rinnovamento siano state avvertite piuttosto in ritardo all'interno del territorio rodigino, l'Accademia si mobilitò immediatamente per riuscire a mettersi alla pari con gli altri istituti presenti sul territorio. Inoltre il fatto che la Repubblica di Venezia aveva riconosciuto formalmente l'Accademia spinse i suoi componenti a impegnarsi maggiormente nel proporre e nello svolgere le varie attività culturali. Per dare un volto rinnovato all'Accademia la prima cosa che venne fatta fu il restauro della sua sede: le pareti della sala vennero abbellite con i ritratti degli uomini più illustri della città e più in generale l'ambiente venne reso "moderno", tuttavia i fondi iniziarono presto a scarseggiare e ciò avvenne in un momento cruciale: i membri si resero conto della necessità di una nuova sede. Soprattutto perché ormai la sala della dimora dei Campo non era più in grado di contenere il vasto pubblico di nobili e borghesi i quali vi si recavano non solo per trattare vari argomenti di arte, cultura e politica ma anche per fuggire dalla monotonia tipica di una città di provincia. Venezia consapevole dell'importanza di un istituto come quello dell'Accademia anni dopo intervenne in suo aiuto mediante un sussidio. Durante la seconda metà del Settecento gli ideali illuministici spinsero l'Accademia a coltivare nuovi interessi e a indirizzare la propria attività verso fini più pratici, per questo vennero proposte attività legate all'economia, al diritto e alla storia civile. Così nacque l'Istituto della Scienza che aveva come obiettivo principale quello di portare una nuova ventata all'interno della Concordiana sottraendola al suo storico ambiente chiuso e ai soliti temi tipici della vecchia tradizione umanistica. Inoltre l'Accademia iniziò a occuparsi di temi inerenti l'agricoltura, il commercio e i metodi di produzione cosicché risultasse essere articolata e particolarmente attiva in tre branche: letteratura, scienza e agricoltura. Questa sua apertura a livello pratico favorì anche una sua maggior apertura a livello di pubblico: ora era maggiormente frequentata anche da semplici cittadini non accademici che volentieri venivano ad ascoltare le lezioni relative agli argomenti più disparati.

### Nell'Ottocento e nel Novecento
Alla fine del Settecento la Repubblica di Venezia cadde e Rovigo passò sotto la dominazione francese che durò fino al 18 novembre 1813. Gli ideali francesi di uguaglianza, fratellanza e libertà raggiunsero il territorio del polesine valicando le Alpi ma ben presto divenne chiaro che l'obiettivo di Napoleone non era quello di dare indipendenza e libertà ai popoli d'Italia e anche l'Accademia che sperava di avere un ruolo di maggior peso nell'istruzione pubblica (sottraendola al monopolio della Chiesa) dovette presto scontrarsi con una realtà assai diversa. Dal 1797 al 1799 l'attività accademica venne addirittura sospesa in quanto gli ambienti dell'Accademia vennero utilizzati come alloggi per le truppe straniere. Il clima di guerra non invogliava a trattare nuovi argomenti e per questo si poté notare una certa regressione al passato per quanto riguarda i temi analizzati che riprendevano: la Sacra Scrittura, la Poesia, la Cosmologia. Intanto divenne sempre più impellente per i membri trovare una nuova sede per l'Accademia, tuttavia i fondi scarseggiavano e anche risparmiando ci sarebbero voluti anni per raggiungere la cifra necessaria. Grazie a una serie di provvedimenti proposti dai "Presidenti all'economia" fu possibile raggiungere i fondi necessari, e così dopo aver preso in considerazione diversi progetti proposti dall'architetto Sante Baseggio, nel 1804 iniziarono finalmente i lavori per la costruzione della nuova sede che è rimasta invariata sino a oggi. La sua costruzione è stata costellata da diverse difficoltà, ma queste sottolineano il grande attaccamento che i Concordi nutrivano per la loro Accademia. Durante la breve esperienza della dominazione austriaca si verificarono due avvenimenti fondamentali legati all'Accademia: la costruzione della Biblioteca e della Pinacoteca. Per quanto riguarda la Biblioteca, il comune di Rovigo all'epoca possedeva una vasta raccolta di libri che tuttavia erano lasciati in uno stato di completo abbandono, così per dare loro nuova vita vennero dati in custodia all'Accademia. Inoltre in questi anni un nuovo impulso all'attività accademica venne fornito nel 1840 dal nuovo statuto che entrò in vigore. Con l’avvento del fascismo i primi anni del Novecento sono stati un periodo buio per l'Accademia la quale ha dovuto abbandonare molte delle sue attività, per non parlare della censura e della totale soppressione della libertà di stampa. Se possibile gli anni subito dopo la Liberazione sono stati ancora più caotici e disorganizzati. Pian piano la situazione venne riportata alla normalità e gli anni Sessanta e Settanta del secolo sono caratterizzati da una ripresa delle varie attività tipiche dell'Accademia: vennero proposte mostre, conferenze, convegni e letture come avviene ancora oggi.

## Pinacoteca

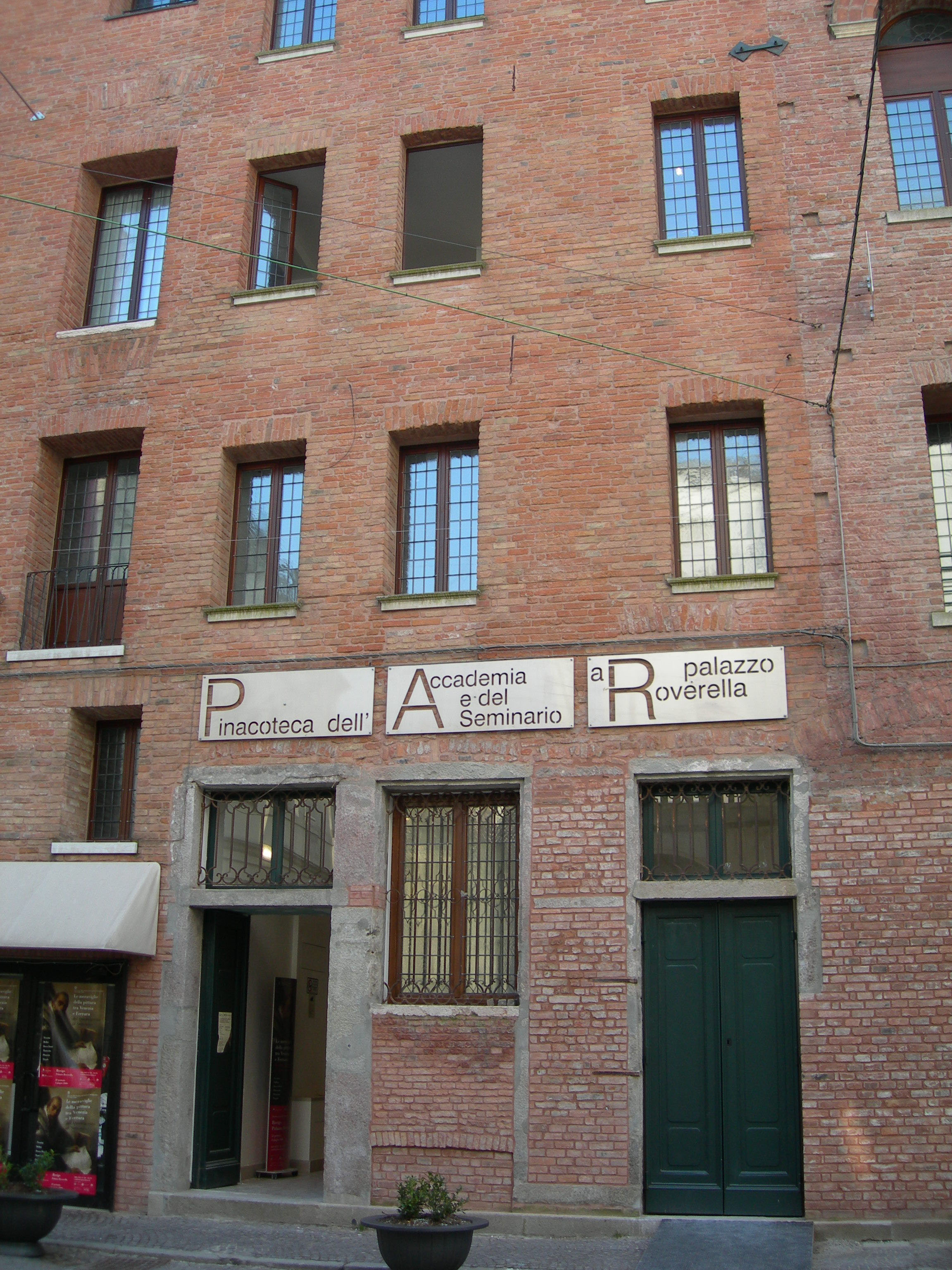
Pinacoteca dell'Accademia dei Concordi

### Creazione
La pinacoteca è nata ufficialmente nella prima metà del XIX secolo e ha tratto le sue origini dalla collezione di ritratti di personaggi illustri che già nel XVII secolo i soci dell'Accademia commissionarono ad artisti come Giambattista Piazzetta, Giambattista Pittoni, Giambattista Tiepolo, Giuseppe Nogari, Alessandro Longhi. La collezione venne arricchita man mano da lasciti di soci e di altre famiglie di Rovigo,  facendo tesoro anche, degli archivi delle Corporazioni religiose, donatogli da parte del Governo austriaco, soppresse nel primo decennio dell'800. Il segno del valore delle raccolte rodigine è dato dagli studi degli uomini chiamati ad ordinarle, fin quando la Biblioteca e la Pinacoteca poterono rimanere aperte al pubblico. Nella seconda metà del XIX secolo la collezione si arricchisce, grazie ad altre generose donazioni, con opere di scuola veneta dal XIV al XVIII secolo e di altre scuole italiane. A tal proposito sono presenti capolavori di Nicolò di Pietro, Giovanni Bellini, Jan Mabuse, Palma il Vecchio, Sebastiano Mazzoni, e opere importanti di Battista Dossi, Scarsellino, Pietro Vecchia, Luca Giordano, Luca Carlevarijs, Rosalba Carriera, Quirizio da Murano. Nonostante, negli ultimi anni, la Biblioteca della Concordia è riuscita ad avere un'adeguata collocazione la situazione più critica era rivolta a dare una sistemazione definitiva e degna ai tesori pittorici donati all'Accademia dei Concordi dai nostri padri: la proposta venne avanzata dalla Cassa di Risparmio di Padova e Rovigo, contribuendo alla sistemazione edilizia della Sede che accoglie la Pinacoteca concordiana, come già aveva fatto per la Pinacoteca del seminario rodigino. Dal 1982 l'Accademia ospita la Pinacoteca del Seminario Vescovile. L'esposizione della collezione ha permesso la riunificazione della preziosa quadreria appartenuta alla famiglia Silvestri, divisa fin dagli inizi del XIX secolo, per volontà dell'ultimo discendente, fra le due istituzioni. A queste si sono poi aggiunte altre opere provenienti da numerose chiese polesane. Quest’anno -150º anniversario della sua fondazione- la Cassa di Risparmio di Padova e di Rovigo, ha voluto che si realizzasse un'opera affinché si rievocasse la storia dell’Accademia dei Concordi; perché vedendo onorato il più antico centro di cultura polesano, le nuove generazione capiscano il sacrificio e il dolore di cui è composta la storia della nostra terra e trovino il coraggio di amarla. All'interno degli spazi della pinacoteca sono, inoltre, conservati reperti archeologici preromani e romani, opera delle ricerche di soci e di donazioni e alcuni reperti di origine egizia (per i reperti egizi si veda: S. Musso, S. Petacchi La Collezione Egizia dell'Accademia dei Concordi di Rovigo, Rovigo, Accademia dei Concordi Editore, 2012). Ultimamente la Pinacoteca dell'Accademia e del Seminario è ospitata nel rinascimentale Palazzo Roverella, che si affaccia sempre su Piazza Vittorio Emanuele II

### Struttura
La costituzione delle raccolte d’arte, soprattutto quelle di pittura, oggi riunite nelle sedi della Pinacoteca dei Concordi a Rovigo e in quella del Seminario Vescovile, nella stessa città, non corrisponde all'esigenza di un singolo collezionista, ma è frutto dell'unione, principalmente casuale, di una serie di lasciti, depositi e donazioni che hanno origine nel Settecento, per poi continuare fino ad oggi. Ad oggi la consistenza attuale della Pinacoteca dei Concordi comprende circa quattrocento dipinti mentre un altro centinaio sono presenti nella Pinacoteca del Seminario Vescovile, tutti completamente visibili al pubblico. Tra i dipinti di diverso valore, numerosi sono quelli con un notevole interesse culturale e artistico. Alcuni di essi sono già stati sottoposti a dei restauri soprattutto quelli dei depositi, spesso in buone condizioni di conservazione, ma fondamentale affinché Rovigo possa mantenere alto un patrimonio artistico di singolare importanza come del resto dimostra l'interesse suscitato da esso in numerosi storici dell'arte italiani e stranieri.

### Sistemazioni museali, cataloghi e guide
La prima sistemazione dei dipinti all'interno della Pinacoteca fu realizzata da Manilo T. Dazzi, direttore dell'Accademia dal 1915 al 1921. Inizialmente i dipinti erano collocati sulle pareti della sala delle riunioni, degli uffici e delle scale ma, successivamente, con la promozione dello studio dei dipinti patrocinata da Dazzi, si richiedeva una sistemazione molto adeguata. Nonostante i problemi di spazio, perché si voleva che tutte le opere fossero esposte, si giunse ad una soluzione, ovvero che nella sala delle riunioni rimasero per ornamento 41 dipinti, prevalentemente ritratti, mentre gli altri furono collocati nelle due sale adiacenti e nei locali della biblioteca. Ebbe così origine il primo percorso museale seguito da un'adeguata catalogazione dei dipinti. Tale lavoro si basava su elenchi che riportavano brevi riferimenti dell'autore e del dipinto in questione. Sulla base di quest'idea iniziò a farsi vivo il desiderio di pubblicare una guida utile ai visitatori e nel 1845 tale idea venne presentata ai signori Concordi, ottenendo maggiore successo. A distanza di anni si susseguirono altre guide, che non presentavano però nessuna novità in quanto miravano semplicemente a divulgare la conoscenza dei dipinti, togliendo tutte le informazioni sugli artisti e la descrizione delle opere il cui numero rimaneva invariato.

### Descrizione di alcuni dipinti
Si descrivono di seguito alcune opere che si possono trovare nella pinacoteca:
- Madonna col Bambino. Sono molto scarse le notizie biografiche dell'artista; la tavola risulta effettivamente firmata dall'artista[Quale?] in basso a sinistra. Le forme dell'opera sono molto geometrizzate. È un’opera simile alla Sacra Famiglia esistente a Venezia nella sacrestia di Santa Maria Della salute.
- La Maddalena. È un’opera pregiata, frutto di un artista dotato. Gli effetti vaporosi del chiaroscuro immergono la figura in effetti morbidi vicini all'arte del pastello.
- Quattro Teste Virili. Molto probabilmente queste quattro teste virili sono frammenti di un unico dipinto, si ritiene inoltre che siano stati eseguiti da autori diversi[Discrepanza: dopo viene detto che sono di Tintoretto].

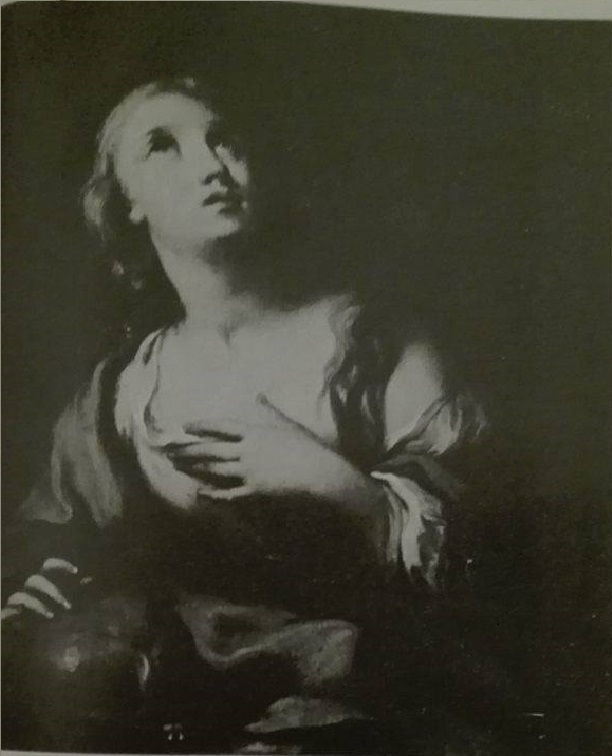
Giuseppe Nogari, La Maddalena
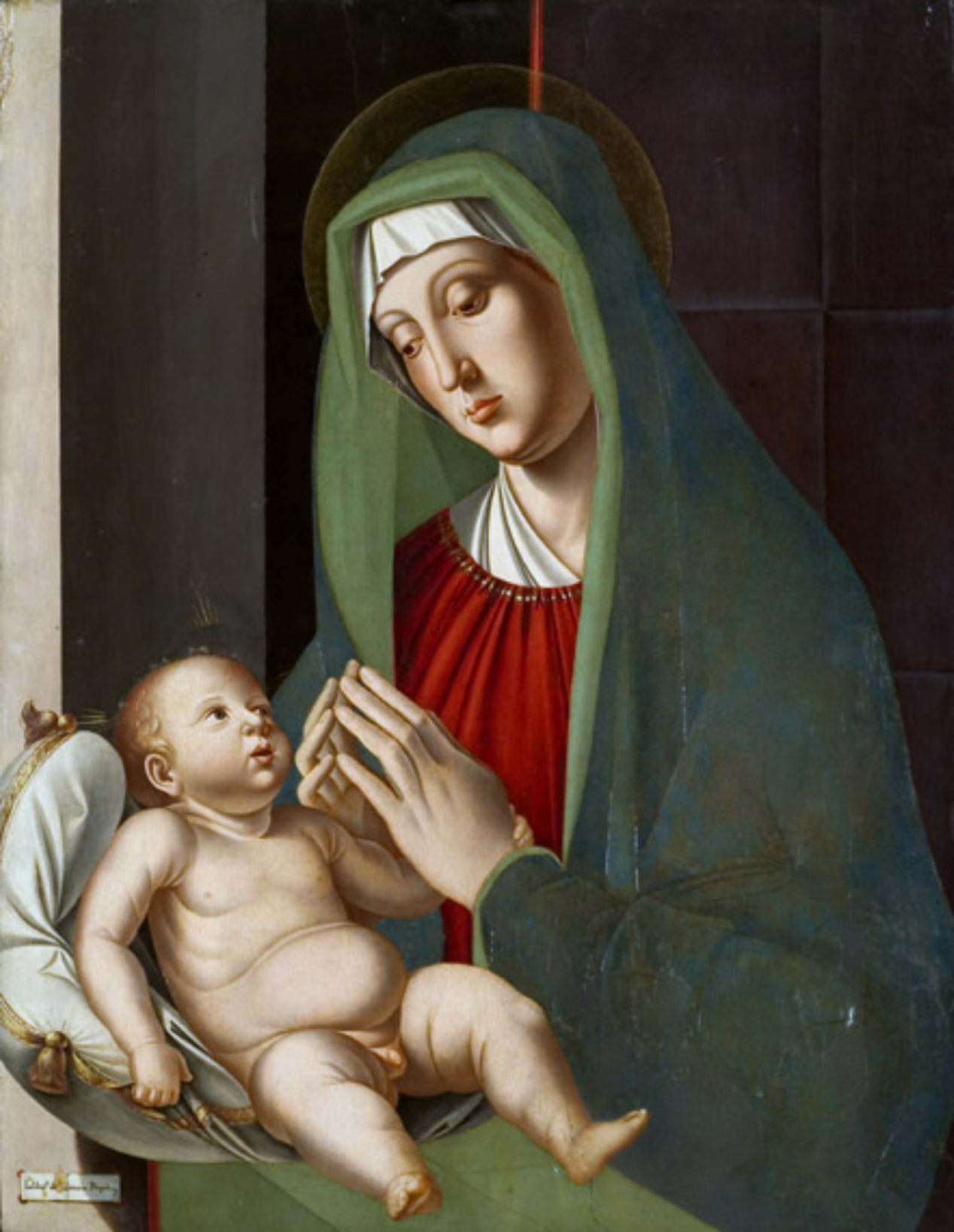
Jacopo da Valenza, Madonna col Bambino
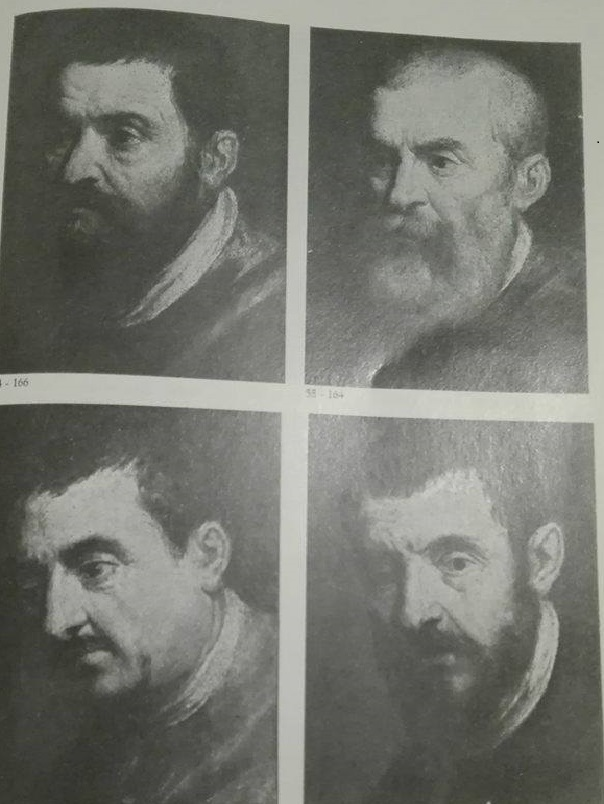
Jacopo Robusti detto il Tintoretto, Quattro Teste Virili

## La biblioteca
La biblioteca dell'Accademia dei Concordi possiede oltre 250.000 volumi ed assolve funzioni di biblioteca civica. Qui sono conservati antichi fondi archivistici, cartografici, librari e di manoscritti di fondamentale importanza. Tra i codici miniati La Bibbia Istoriata Padovana (XIV sec.) e La Confutazione del Cristianesimo del rabbino Giuseppe Albo (XV sec.).

## Gli anni 2000
Negli ultimi anni l'Accademia si è impegnata a mantenere il proprio prestigio nonostante i momenti difficili: nel 2014 rischia di chiudere a causa di un debito pubblico di 370 000 euro. L'Accademia è attiva nel creare eventi, convegni e manifestazioni inerenti a vari settori come la salute, l'istruzione, la musica, la poesia, l'educazione e la formazione, riuscendo a mantenere lo spirito per cui è stata creata ovvero quello di promuovere e divulgare la cultura. Nel 2016 l'Accademia inaugura il suo 436º anno accademico che la vedano impegnata in varie e nuove iniziative, tra le quali: svolgimento del convegno "Il Mediterraneo tra storia e attualità", completare l'acquisizione della biblioteca dello scrittore Gian Antonio Cibotto che comprende circa 60 000 volumi e ripubblicare il libro del dottor Giuseppe Pietropoli, L'Accademia dei Concordi nella vita rodigina.